# Sietse Bosgra

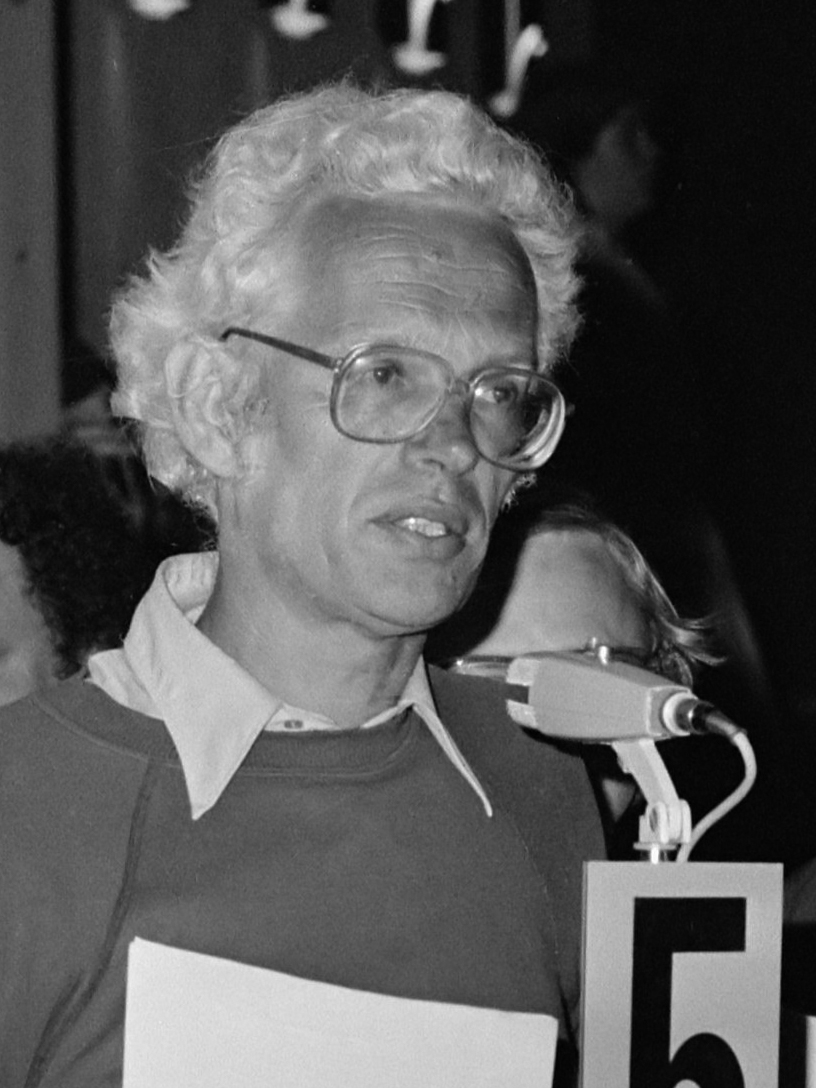
Sietse Bosgra (1986)

Sietse Jan Bosgra (Groningen, 21 september 1935 – Doorn, 8 januari 2023) was een Nederlands politiek activist.

## Werkzaamheden
Bosgra studeerde natuurkunde aan de Universiteit van Amsterdam en studeerde af in de nucleaire fysica. Als student raakte hij betrokken bij het verzet tegen het kolonialisme. 
Bosgra was in 1961 een van de oprichters van het Angola Comité, dat werd opgericht naar aanleiding van de Portugese onderdrukking in Angola. Hij verbreedde de werkzaamheden van het comité door ook bevrijdingsbewegingen te ondersteunen in Guinee-Bissau, Mozambique en Zuid-Afrika. Het comité werd in 1976 omgedoopt tot het Komitee Zuidelijk Afrika (KZA). In 1977 ontving hij de Dick Scherpenzeel Prijs voor de wijze waarop hij ontwikkelingslanden belichtte. 
In 1982 was Bosgra een van de initiatiefnemers van de Stichting VN-jaar voor de sancties tegen Zuid-Afrika, die ijverde voor een culturele boycot van Zuid-Afrika vanwege het apartheidsregime. Ook maakte hij zich in de jaren 80 van de 20e eeuw sterk voor een olie-embargo tegen Zuid-Afrika.
Toen apartheid niet langer een actueel probleem vormde, richtte Bosgra zijn aandacht meer op het Midden-Oosten. Zo was hij in 2011 een van de aanvoerders van het verzet tegen de mogelijke nieuwe politiemissie in Kunduz (Afghanistan), zowel binnen GroenLinks als publiekelijk daarbuiten.
Bosgra was betrokken bij het Nederlands instituut voor Zuidelijk Afrika (NiZA), later hernoemd tot ActionAid Nederland, en bij het Nederlands Instituut Palestina-Israël (NIPI) (als secretaris).